# Marcos Francisco de Bethencourt y Castro
Marcos Francisco de Bethencourt y Castro (Icod de los Vinos, 30 de mayo de 1663) fue gobernador y capitán general de Venezuela entre los años 1701-1707.

## Biografía
Nació el 30 de mayo de 1663 en Icod de los Vinos, España, en el seno de una familia noble del norte de Tenerife,  recibe las aguas del bautismo en la parroquia de San Marcos. La familia de Bethencourt y Castro, por ambas ramas, pertenece al estamento alto dentro de la sociedad insular. 
No se tienen datos sobre la niñez y juventud de D. Marcos. Si se puede señalar que haría vida rural, en el lugar de nacimiento y que, posiblemente asistiera a recibir enseñanzas en algunos de los conventos religiosos allí establecidos.
Sin embargo, a partir de los treinta años, ya ostenta los cargos reservados a las familias consideradas principales, por lo que es a partir de aquí que se tienen más datos sobre el, parece ser que no debió tener cargos de responsabilidad antes de los veintisiete años, si atendemos a un manuscrito suyo dirigido al rey, en el que le expresa que llevar veintitrés años de servicio. Sabemos que en el lugar de Icod ostentó los cargos de prioste en las fiestas de la Cruz, alguacil mayor del Santo Oficio y que tenía la graduación de capitán de caballos; en este último seguía la tradición familiar.
El primer puesto importante de carácter insular se le otorga en 1693, cuando contaba treinta años, con el nombramiento de Regidor de la isla de Tenerife, por renuncia hecha del Capitán. 
Tiene entonces treinta y ocho años, cuya edad es ya un hito en el ritmo biológico de la época; sin embargo, D. Marcos adquirirá nuevas e importantes graduaciones en la escala militar hasta llegar a Brigadier de los Ejércitos Reales. Ya en 1703 es ascendido a maestre de Campo. Don Marcos se relacionaría con miembros del Consejo de Indias u otras personas de altos cargos en la administración a quienes haría buena impresión el insular cabildeo, y será esta presencia grata en la corte y en el Consejo, ya que le procurará el ser nombrado, años más tarde, gobernador y capitán general de Venezuela.
Se desconoce el año de su muerte pero se sabe que el 13 de abril de 1793 firma un poder en y Puerto de la Cruz de la Villa de La Orotava, de Tenerife un poder para administrar sus bienes a su hijo el Teniente Coronel José Antonio Bethencourt y Catro Llareka padre de Agustín de Bethencourt Castro y Mesa, nacido en Las Palmas de Gran Canaria el 7 de julio de 1720 Teniente Coronel de los Reales Ejércitos y Caballero de la Orden de Calatrava y este su vez padre de Agustín José Pedro del Carmen Domingo de Candelaria de Betancourt y Molina (Agustín de Betancourt).

## Distinciones y cargos
- Alguacil mayor del Santo Oficio
- Prioste en las fiestas de la Cruz
- Capitán de caballo
- Regidor de la isla de Tenerife
- Gobernador y capitán general de Venezuela.